# Ekkehard Klausa

Ekkehard Klausa (2009)

Ekkehard Klausa (* 9. Oktober 1941 in Gleiwitz) ist ein Buchautor und Privatdozent für Soziologie.

## Ausbildung und Studium
Ekkehard Klausa wurde als Sohn des Udo Klausa, Landrats des  Landkreises Bendsburg im besetzten Polen, und seiner Frau Alexandra, geb. von Schweinitz, geboren. 1961 legte er am Humboldt-Gymnasium Düsseldorf sein Abitur ab.
Er studierte Rechtswissenschaft und Soziologie an der Freien Universität Berlin (FU Berlin) und der Johann Wolfgang Goethe-Universität Frankfurt am Main, ein Jahr Literatur- und Theaterwissenschaft in den USA, promovierte 1971 in  Jura und habilitierte sich 1979 in Soziologie. Als Assistenzprofessor lehrte er 1973 bis 1980 Rechtssoziologie an der FU Berlin und forschte ein Jahr an der Universität Berkeley.

## Berufliche Laufbahn
Seit 1964 schreibt Klausa, ausgebildeter Zeitungsredakteur, regelmäßig als freier Mitarbeiter vor allem in der Zeit, wo er 1984 drei Monate hospitierte. Ab 1980 arbeitete er zwei Jahre lang als Oberregierungsrat im Bundesinnenministerium, ab 1984 als Regierungsdirektor in der Senatskanzlei Berlin, zunächst zwei Jahre als Redenschreiber des Regierenden Bürgermeisters Richard von Weizsäcker, danach verantwortlich für die Gedenkstätten im Land Berlin. In dieser Funktion wechselte er in die Senatsverwaltung für Wissenschaft, Forschung und Kultur bis zum Ruhestand im Jahre 2002. Zugleich lehrt er seit 1980 als Privatdozent am Institut für Soziologie der FU Berlin.
Seit 2002 lehrt er an der FU amerikanische Studenten in einem Sonderprogramm (FU Berlin Studies). Er ist ehrenamtlicher Mitarbeiter der Forschungsstelle Widerstandsgeschichte, einer gemeinsamen Einrichtung der FU Berlin und der Gedenkstätte Deutscher Widerstand, wo er sein Büro hat.

## Veröffentlichungen (Auswahl)
Bücher
- Ehrenamtliche Richter. Ihre Auswahl und Funktion, empirisch untersucht. Athenäum, Frankfurt 1972
- Soziologische Wahrheit zwischen subjektiver Tatsache und wissenschaftlichem Werturteil. Wissenssoziologische Überlegungen, ausgehend von Alvin Gouldner. Duncker & Humblot, Berlin 1974, ISBN 3-428-03279-9
- Deutsche und amerikanische Rechtslehrer. Wege zu einer Soziologie der Jurisprudenz. Nomos, Baden-Baden 1981 (Hrsg. gemeinsam mit Erhard Blankenburg und Hubert Rottleuthner)
- Das wiedererwachte Gewissen. Konservative im Widerstand gegen den Nationalsozialismus (= Schriften der Gedenkstätte Deutscher Widerstand Reihe A: Analysen und Darstellungen Band 16). Lukas Verlag, Berlin 2019, ISBN 978-3-86732-345-1

Aufsätze und Beiträge
in Sammelbänden zu Rechts- und Wissenschaftssoziologie sowie zur Geschichte des Nationalsozialismus und zur Erinnerungspolitik, z. B.:
- Preußische Soldatentradition und Widerstand. Das Potsdamer Infanterieregiment 9, zwischen "Tag von Potsdam" und 20. Juli 1944. In: Jürgen Schmädeke und Peter Steinbach (Hrsg.): Der Widerstand gegen den Nationalsozialismus. Piper, München und Zürich 1985, Seite 533–545
- Die deutsche Gedenkreligion des Holocaust. In: Merkur. 9/10 1999, Seite 911–921
- Ganz normale Deutsche. Das Judenbild des konservativen Widerstandes. In: Johannes Tuchel (Hrsg.): Der vergessene Widerstand. Göttingen 2005, Seite 183–207